# Babe (canção de Hyuna)
"Babe" (Hangul: 베베; RR: bebe; estilizado como "BABE") é uma canção gravada pela rapper e cantora sul-coreana Hyuna, do seu sexto EP, Following (2017). Foi escrita por Hyuna, Shinsadong Tiger e Beom X Nang, e produzida pelos dois últimos. A música foi lançada como faixa-título do EP em 29 de agosto de 2017. A cantora se apresentou com a música em vários programas musicais sul-coreanos, incluindo Music Bank e Inkigayo.
A música estreou em 16º lugar no Gaon Digital Chart.

## Composição
"Babe" foi escrita por Hyuna, Shinsadong Tiger e Beom X Nang e foi produzida pelos dois últimos.

## Desempenho nos charts
A música estreou em 16º lugar no Gaon Digital Chart, na edição de 27 de agosto a 2 de setembro de 2017, com 65.334 downloads vendidos e 1.356.010 streams. A música também estreou em 3º lugar no Gaon Social Chart na mesma semana. Na edição entre 3 de setembro e 9 de setembro de 2017, a música ficou na 13ª posição. A música ficou em 17º lugar no chart do mês de setembro de 2017, como uma "hot track", com 193.586 downloads vendidos.
Ela também estreou em 43º lugar no K-pop Hot 100 da Billboard Coreia. Em sua segunda semana, a música subiu para o 17º lugar e chegou a ficar na 13ª posição uma semana depois.

## MV
Um teaser do videoclipe de "Babe" foi lançado em 27 de agosto de 2017, por meio do canal oficial da Hyuna no YouTube. O videoclipe foi oficialmente lançado dois dias depois e ultrapassou 3 milhões de visualizações. O vídeo tem o cantor dançando em cenários diferentes, sendo um deles no espaço sideral.

## Apresentações
A cantora começou suas apresentações ao vivo no Show Champion da MBC Music em 30 de agosto e continuou no M Countdown da Mnet em 31 de agosto, Music Bank da KBS em 1º de setembro, Show! Music Core da MBC em 2 de setembro e no Inkigayo da SBS em 3 de setembro.

## Paradas musicais
| Parada (2017)                           | Posição |
| --------------------------------------- | ------- |
| Coreia do Sul (Gaon Digital Chart)      | 13      |
| Coreia do Sul (Billboard Coreia)        | 84      |
| Coreia do Sul (Gaon Social Chart)       | 3       |
| China (Chinese Music Charts)            | 14      |
| Estados Unidos (US World Digital Chart) | 5       |
| Coreia do Sul (K-pop Hot 100)           | 13      |

## References
1. ↑  «베베 (BABE)». www.melon.com (em coreano). Consultado em 8 de fevereiro de 2019
2. ↑  «국내 대표 음악 차트 가온차트!». gaonchart.co.kr. Consultado em 8 de fevereiro de 2019
3. ↑  «국내 대표 음악 차트 가온차트!». gaonchart.co.kr. Consultado em 8 de fevereiro de 2019
4. ↑  «국내 대표 음악 차트 가온차트!». gaonchart.co.kr. Consultado em 8 de fevereiro de 2019
5. ↑  «국내 대표 음악 차트 가온차트!». gaonchart.co.kr. Consultado em 8 de fevereiro de 2019
6. ↑  «국내 대표 음악 차트 가온차트!». gaonchart.co.kr. Consultado em 8 de fevereiro de 2019
7. ↑  «국내 대표 음악 차트 가온차트!». gaonchart.co.kr. Consultado em 8 de fevereiro de 2019
8. ↑  «국내 대표 음악 차트 가온차트!». gaonchart.co.kr. Consultado em 8 de fevereiro de 2019
9. ↑  «빌보드 코리아». billboard.co.kr. Consultado em 8 de fevereiro de 2019
10. ↑  «빌보드 코리아». billboard.co.kr. Consultado em 8 de fevereiro de 2019
11. ↑  HyunA 현아 (Official YouTube Channel) (27 de agosto de 2017), HyunA(현아) - '베베 (BABE)' M/V Teaser, consultado em 8 de fevereiro de 2019
12. ↑  HyunA 현아 (Official YouTube Channel) (29 de agosto de 2017), HyunA(현아) - '베베 (BABE)' Official Music Video, consultado em 8 de fevereiro de 2019